# Volly István (tanár)
Volly István (Szabadka, 1845. június 1. – Szabadka, 1873. szeptember 6.) bölcseleti doktor, piarista áldozópap és tanár.

## Élete
Tanult a szegedi gimnáziumban. 1860. szeptember 18-án lépett a rendbe Vácon; majd Kecskeméten és Kolozsvárt fejezte be tanulmányait. A teológiát a pesti egyetemen kezdte hallgatni és mint tanár Vácon és Pesten magánúton befejezvén, 1864. augusztus 24-én pappá szentelték. 1860-ban ismét a pesti egyetemen hallgatta a mennyiségtant és természettant, melyekből 1870-ben tanári vizsgálatot tett. 1870-ben Szegeden kezdte tanári pályáját. Meghalt 1873. szeptember 6-án Szabadkán kolerában.
Cikkei a Természetben (1869. A napról, kőny. képpel, A legközelebbi holdfogyatkozás és az úgynevezett fogyatkozások általában, kőny. képpel, 1870. A távirás hajdan és most, képpel); a Természettudom. Közlönyben (1869. A lélek és rémjelenések); a szegedi főgimnázium Értesítőjében (1873. A természettudományok újabb adatainak értékesítéséről a gymnasiumi előadásoknál, egy-két példával a hangtan köréből).